# یواس‌اس مارتنسدیک (آی‌دی-۲۴۹۷)
یواس‌اس مارتنسدیک (آی‌دی-۲۴۹۷) (به انگلیسی: USS Maartensdijk (ID-2497)) یک کشتی بود که طول آن ۴۰۰' ۶" بود. این کشتی در سال ۱۹۰۲ ساخته شد.